# Liga EBA 2021-22
La Liga EBA 2021-22 fue la 28.ª edición de la cuarta categoría del baloncesto español. La temporada comenzó el 18 de septiembre de 2021 y acabó el 15 de mayo de 2022 con las eliminatorias de ascenso a LEB Plata.

## Formato
Los equipos fueron divididos, según su proximidad geográfica, en cinco conferencias, cada una de ellas formada por uno o varios grupos:
- Conferencia A: 2 grupos de 16 equipos (A-A y A-B) de Galicia, Asturias, Cantabria, Castilla y León, Navarra, La Rioja y País Vasco.
- Conferencia B: 1 grupo de 16 equipos de Canarias, Castilla-La Mancha y Comunidad de Madrid.
- Conferencia C: 3 grupos de 12 equipos (C-1, C-2 y C-3) de Aragón, Cataluña e Islas Baleares.
- Conferencia D: 2 grupos de 12 equipos (D-A y D-B) de Andalucía, Extremadura, Ceuta y Melilla.
- Conferencia E: 3 grupos de 8 equipos (E-A, E-B y E-C) de la Comunidad Valenciana y Región de Murcia.

La participación en la fase de ascenso se definió como sigue:
| Conferencia | Equipos | 1.º                        | 2.º                        | 3.º                       | 4.º        | Fase preliminar |
| ----------- | ------- | -------------------------- | -------------------------- | ------------------------- | ---------- | --- |
| A           | 3       | Vencedor 1.º A-A - 1.º A-B | Perdedor 1.º A-A - 1.º A-B | Vencedor fase preliminar  |            | - 2.º A-A - 3.º A-B - 2.º A-B - 3.º A-A - Final entre los ganadores                                                         |
| B           | 4       | 1.º B                      | 2.º B                      | 3.º B                     | 4.º B      | |
| C           | 4       | Ganador I                  | Ganador II                 | Ganador III               | Ganador IV | - (I) Mejor 1.º - Segundo 3.º - (II) Segundo 1.º - Mejor 3.º - (III) Tercer 1.º - Tercer 2.º - (IV) Mejor 2.º - Segundo 2.º |
| D           | 2       | Vencedor fase preliminar   | Vencedor fase preliminar   |                           |            | Semifinal fase preliminar (a doble partido) - 1.º D-A - 2.º D-B - 1.º D-B - 2.º D-A                                         |
| E           | 3       | 1.º grupo E Clasificación  | 2.º grupo E Clasificación  | 3.º grupo E Clasificación |            | 3 primeros del grupo E Clasificación                                                                                        |

### Fase de ascenso
Los 16 equipos clasificados se distribuirían en dos grupos y cuatro subgrupos de esta forma:
| Grupo A    | Grupo A    | Grupo B    | Grupo B    |
| Subgrupo 1 | Subgrupo 2 | Subgrupo 3 | Subgrupo 4 |
| ---------- | ---------- | ---------- | ---------- |
| 1C         | 1D         | 1E         | 1A         |
| 2D         | 2A         | 2B         | 1B         |
| 2E         | 2C         | 3A         | 3C         |
| 4B         | 3B         | 4C         | 3E         |

En cada subgrupo jugarían todos contra todos a una sola vuelta (tres jornadas), del jueves 12 al sábado 14 de mayo. Ascenderían a LEB Plata los cuatro campeones de los subgrupos y los dos vencedores de las eliminatorias a jugar el domingo 15 por la mañana entre los segundos clasificados de los subgrupos.

### Descensos
| Conferencia | Equipos | Definición de los descendidos                                                             |
| ----------- | ------- | ----------------------------------------------------------------------------------------- |
| A           | 12      | - 6 últimos del grupo A-A - 6 últimos del grupo A-B                                       |
| B           | 4       | - 4 últimos                                                                               |
| C           | 9       | - 3 últimos del grupo C-1 - 3 últimos del grupo C-2 - 3 últimos del grupo C-3             |
| D           | 3       | - último del grupo D-A - último del grupo D-B - perdedor de la fase de permanencia        |
| E           | 4       | - 2 últimos de la fase de permanencia Grupo1 - 2 últimos de la fase de permanencia Grupo2 |

## Liga regular

### Conferencia A

#### Grupo A-A
| | Equipo                                        | J  | G  | P  | PF   | PC   | DP   | Puntos |
| --- | --------------------------------------------- | -- | -- | -- | ---- | ---- | ---- | ------ |
| 1 | CB Santurtzi SK                               | 30 | 24 | 6  | 2286 | 1975 | 311  | 54     |
| 2 | Mondragon Unibersitatea                       | 30 | 22 | 8  | 2449 | 2289 | 160  | 52     |
| 3 | Baskonia B                                    | 30 | 21 | 9  | 2417 | 2047 | 370  | 51     |
| 4 | Cantbasket04                                  | 30 | 21 | 9  | 2191 | 2044 | 147  | 51     |
| 5 | Getxo SBT                                     | 30 | 20 | 10 | 2249 | 2105 | 144  | 50     |
| 6 | LBC Cocinas.com                               | 30 | 17 | 13 | 2382 | 2187 | 195  | 47     |
| 7 | Nissan Grupo de Santiago                      | 30 | 17 | 13 | 2437 | 2304 | 133  | 47     |
| 8 | Megacalzado Ardoi                             | 30 | 14 | 16 | 2215 | 2171 | 44   | 44     |
| 9 | Restaurante Los Arcos CB Solares              | 30 | 14 | 16 | 2367 | 2468 | -101 | 44     |
| 10 | Easo Bodegas Muga                             | 30 | 14 | 16 | 2076 | 2066 | 10   | 44     |
| 11 | Becedo Santander                              | 30 | 14 | 16 | 2218 | 2318 | -100 | 44     |
| 12 | CB Valle de Egüés                             | 30 | 12 | 18 | 2209 | 2277 | -68  | 42     |
| 13 | Ulacia Zarautz                                | 30 | 9  | 21 | 1856 | 2030 | -174 | 39     |
| 14 | Baloncesto Venta de Baños Veymaq - OK Hoteles | 30 | 9  | 21 | 1946 | 2373 | -427 | 39     |
| 15 | Raisan Pas Piélagos                           | 30 | 7  | 23 | 2096 | 2331 | -235 | 37     |
| 16 | Leioa SBT                                     | 30 | 5  | 25 | 1963 | 2372 | -409 | 35     |
| Fuente: Federación Española de Baloncesto: Clasificación de la Liga EBA - Grupo A-A; actualización automática |                                               |    |    |    |      |      |      |        |

#### Grupo A-B
| | Equipo                            | J  | G  | P  | PF   | PC   | DP    | Puntos |
| --- | --------------------------------- | -- | -- | -- | ---- | ---- | ----- | ------ |
| 1 | USAL La Antigua                   | 30 | 27 | 3  | 2385 | 1852 | 533   | 57     |
| 2 | Obradoiro Silleda B               | 30 | 23 | 7  | 2467 | 2155 | 312   | 53     |
| 3 | Leclerc Caja Rural RDL            | 30 | 22 | 8  | 2379 | 1973 | 406   | 52     |
| 4 | ULE Basket León                   | 30 | 22 | 8  | 2445 | 2134 | 311   | 52     |
| 5 | Ucoga Seguros CB Chantada-Ensino  | 30 | 19 | 11 | 2095 | 1874 | 221   | 49     |
| 6 | Porriño Baloncesto Base           | 30 | 17 | 13 | 2122 | 2080 | 42    | 47     |
| 7 | Mundioma Marín Ence Peixegalego   | 30 | 15 | 15 | 2122 | 2081 | 41    | 45     |
| 8 | Corinto Gijón Basket              | 30 | 14 | 16 | 2056 | 2053 | 3     | 44     |
| 9 | Hereda-Ávila Auténtica-El Bulevar | 30 | 14 | 16 | 2287 | 2275 | 12    | 44     |
| 10 | Solgaleo Bosco Salesianos         | 30 | 14 | 16 | 2215 | 2300 | -85   | 44     |
| 11 | CB La Flecha                      | 30 | 13 | 17 | 2197 | 2246 | -49   | 43     |
| 12 | Traumacor Culleredo               | 30 | 13 | 17 | 2058 | 2147 | -89   | 43     |
| 13 | Santo Domingo Betanzos            | 30 | 13 | 17 | 2201 | 2231 | -30   | 43     |
| 14 | Universidad de Valladolid         | 30 | 9  | 21 | 1965 | 2207 | -242  | 39     |
| 15 | Unicaja Banco Oviedo B            | 30 | 5  | 25 | 1847 | 2139 | -292  | 35     |
| 16 | Claret Innoporc                   | 30 | 0  | 30 | 1559 | 2653 | -1094 | 30     |
| Fuente: Federación Española de Baloncesto: Clasificación de la Liga EBA - Grupo A-B; actualización automática |                                   |    |    |    |      |      |       |        |

##### Determinación del primer clasificado
Los equipos clasificados en el primer puesto de cada uno los grupos A-A y A-B pasaron directamente a la fase final de ascenso a LEB Plata.
Para determinar el orden de los equipos que se clasificarían para la fase de ascenso a LEB Plata, en las condiciones que determinó la Federación Española de Baloncesto, se establecieron los siguientes criterios:
- 1.º: Equipo con mejor coeficiente general de victorias en la clasificación final (partidos ganados/partidos perdidos) de los 1.º clasificados de cada grupo "A-A" y "A-B".
- 2.º: Equipo con peor coeficiente general de victorias en la clasificación final (partidos ganados/partidos perdidos) de los 1.º clasificados de cada grupo "A-A" y "A-B".

Si el coeficiente entre ambos equipos fuese el mismo, se tendría en cuenta la diferencia de tantos a favor y en contra, en la clasificación final de la liga regular de cada uno de los dos grupos.

##### Final a cuatro
En esta temporada 2021-22 la Final four se celebró en el campo del equipo clasificado en 2.º lugar del grupo "A-B", cada temporada se iría rotando el grupo para ir alternado la sede. El ganador se clasificaría para la Fase Final.
|  | Semifinal               | Semifinal               | Semifinal           |            |                         | Final                                          | Final                                          | Final                                          |  |
|  | 30 de abril de 2022     | 30 de abril de 2022     | 30 de abril de 2022 |            |                         | 1 de mayo de 2022 Ganador pasa a la Fase final | 1 de mayo de 2022 Ganador pasa a la Fase final | 1 de mayo de 2022 Ganador pasa a la Fase final |  |
|  |                         |                         |                     |            |                         |                                                |                                                |                                                |  |
|  |                         |                         |                     |            |                         |                                                |                                                |                                                |  |
|  | Mondragon Unibersitatea | Mondragon Unibersitatea | 79                  |            |                         |                                                |                                                |                                                |  |
|  | Mondragon Unibersitatea | Mondragon Unibersitatea | 79                  |            |                         |                                                |                                                |                                                |  |
|  | Leclerc Caja Rural RDL  | Leclerc Caja Rural RDL  | 68                  |            |                         |                                                |                                                |                                                |  |
|  | Leclerc Caja Rural RDL  | Leclerc Caja Rural RDL  | 68                  |            | Mondragon Unibersitatea | Mondragon Unibersitatea                        | 78                                             |                                                |  |
|  |                         |                         |                     |            | Mondragon Unibersitatea | Mondragon Unibersitatea                        | 78                                             |                                                |  |
|  |                         |                         | Baskonia B          | Baskonia B | 94                      |                                                |                                                |                                                |  |
|  | Obradoiro Silleda B     | Obradoiro Silleda B     | Baskonia B          | Baskonia B | 94                      | 63                                             |                                                |                                                |  |
|  | Obradoiro Silleda B     | Obradoiro Silleda B     |                     |            |                         | 63                                             |                                                |                                                |  |
|  | Baskonia B              | Baskonia B              | 75                  |            |                         |                                                |                                                |                                                |  |
|  | Baskonia B              | Baskonia B              | 75                  |            |                         |                                                |                                                |                                                |  |
|  |                         |                         |                     |            |                         |                                                |                                                |                                                |  |

#### Participantes a la Fase final de la conferencia A
| Bandera de Castilla y León | Bandera del País Vasco | Bandera del País Vasco |
| USAL La Antigua            | CB Santurtzi SK        | Baskonia B             |
| Clasificado como 1.º A     | Clasificado como 2.º A | Clasificado como 3.º A |
| -------------------------- | ---------------------- | ---------------------- |

### Conferencia B
| | Equipo                    | J  | G  | P  | PF   | PC   | DP   | Puntos |
| --- | ------------------------- | -- | -- | -- | ---- | ---- | ---- | ------ |
| 1 | Real Madrid B             | 30 | 21 | 9  | 2457 | 2156 | 301  | 51     |
| 2 | CB Pozuelo                | 30 | 20 | 10 | 2274 | 2089 | 185  | 50     |
| 3 | Uros de Rivas             | 30 | 18 | 12 | 2315 | 2228 | 87   | 48     |
| 4 | NCS Alcobendas            | 30 | 18 | 12 | 2307 | 2231 | 76   | 48     |
| 5 | Náutico Tenerife          | 30 | 17 | 13 | 2309 | 2349 | -40  | 47     |
| 6 | Movistar Estudiantes B    | 30 | 16 | 14 | 2274 | 2243 | 31   | 46     |
| 7 | Fuenlabrada B             | 30 | 16 | 14 | 2321 | 2193 | 128  | 46     |
| 8 | Baloncesto Alcalá         | 30 | 15 | 15 | 2398 | 2401 | -3   | 45     |
| 9 | Lujisa Guadalajara Basket | 30 | 15 | 15 | 2329 | 2361 | -32  | 45     |
| 10 | CB La Matanza             | 30 | 14 | 16 | 2248 | 2234 | 14   | 44     |
| 11 | Transportes Gobra Güímar  | 30 | 13 | 17 | 2137 | 2149 | -12  | 43     |
| 12 | Cabezuelo CB Socuéllamos  | 30 | 13 | 17 | 2149 | 2245 | -96  | 43     |
| 13 | Zentro Basket Madrid B    | 30 | 12 | 18 | 2137 | 2273 | -136 | 42     |
| 14 | Majadahonda               | 30 | 11 | 19 | 2132 | 2314 | -182 | 41     |
| 15 | Globalcaja Quintanar      | 30 | 11 | 19 | 2069 | 2195 | -126 | 41     |
| 16 | Estudio                   | 30 | 10 | 20 | 2357 | 2552 | -195 | 40     |
| Fuente: Federación Española de Baloncesto: Clasificación de la Liga EBA - Grupo B; actualización automática |                           |    |    |    |      |      |      |        |

#### Participantes a la Fase final de la conferencia B
| Bandera de la Comunidad de Madrid | Bandera de la Comunidad de Madrid | Bandera de la Comunidad de Madrid | Bandera de Canarias    |
| CB Pozuelo                        | Uros de Rivas                     | NCS Alcobendas                    | Náutico Tenerife       |
| Clasificado como 1.º B            | Clasificado como 2.º B            | Clasificado como 3.º B            | Clasificado como 4.º B |
| --------------------------------- | --------------------------------- | --------------------------------- | ---------------------- |

### Conferencia C

#### Grupo C-1
| | Equipo                    | J  | G  | P  | PF   | PC   | DP   | Puntos |
| --- | ------------------------- | -- | -- | -- | ---- | ---- | ---- | ------ |
| 1 | BBA Castelldefels         | 22 | 17 | 5  | 1689 | 1556 | 133  | 39     |
| 2 | Brisasol - CB Salou       | 22 | 17 | 5  | 1700 | 1496 | 204  | 39     |
| 3 | Ibersol CB Tarragona      | 22 | 17 | 5  | 1634 | 1441 | 193  | 39     |
| 4 | Embou - El Olivar         | 22 | 14 | 8  | 1666 | 1632 | 34   | 36     |
| 5 | CB Valls Optiques Teixidó | 22 | 12 | 10 | 1553 | 1455 | 98   | 34     |
| 6 | Pinta B CB Es Castell     | 22 | 11 | 11 | 1636 | 1641 | -5   | 33     |
| 7 | Plus Ultra Seguros Roser  | 22 | 10 | 12 | 1515 | 1495 | 20   | 32     |
| 8 | FC Martinenc Bàsquet      | 22 | 10 | 12 | 1611 | 1577 | 34   | 32     |
| 9 | Pajarraco SESE            | 22 | 9  | 13 | 1540 | 1562 | -22  | 31     |
| 10 | Baricentro Barbera        | 22 | 7  | 15 | 1542 | 1702 | -160 | 29     |
| 11 | Temple UE Horta           | 22 | 4  | 18 | 1382 | 1613 | -231 | 26     |
| 12 | UE Sant Cugat Negre       | 22 | 4  | 18 | 1484 | 1782 | -298 | 26     |
| Fuente: Federación Española de Baloncesto: Clasificación de la Liga EBA - Grupo C-1; actualización automática |                           |    |    |    |      |      |      |        |

#### Grupo C-2
| | Equipo                           | J  | G  | P  | PF   | PC   | DP   | Puntos |
| --- | -------------------------------- | -- | -- | -- | ---- | ---- | ---- | ------ |
| 1 | Torrons Vicens - CB L'Hospitalet | 22 | 20 | 2  | 1780 | 1384 | 396  | 42     |
| 2 | Posperplast Alfindén             | 22 | 16 | 6  | 1712 | 1622 | 90   | 38     |
| 3 | Tenea - CB Esparreguera          | 22 | 15 | 7  | 1593 | 1401 | 192  | 37     |
| 4 | Monbus CB Igualada               | 22 | 14 | 8  | 1692 | 1535 | 157  | 36     |
| 5 | AEA Solidaria Llucmajor          | 22 | 12 | 10 | 1629 | 1596 | 33   | 34     |
| 6 | Mataró Parc Boet Maresme         | 22 | 11 | 11 | 1509 | 1600 | -91  | 33     |
| 7 | Joventut Badalona B              | 22 | 11 | 11 | 1584 | 1534 | 50   | 33     |
| 8 | CB Martorell                     | 22 | 10 | 12 | 1611 | 1627 | -16  | 32     |
| 9 | Patria Hispana Seguros Almozara  | 22 | 8  | 14 | 1456 | 1638 | -182 | 30     |
| 10 | Maristes Ademar                  | 22 | 7  | 15 | 1301 | 1493 | -192 | 29     |
| 11 | Cochesinternet.net Alpicat       | 22 | 4  | 18 | 1553 | 1726 | -173 | 26     |
| 12 | AE Badalonès                     | 22 | 4  | 18 | 1419 | 1683 | -264 | 26     |
| Fuente: Federación Española de Baloncesto: Clasificación de la Liga EBA - Grupo C-2; actualización automática |                                  |    |    |    |      |      |      |        |

#### Grupo C-3
| | Equipo                       | J  | G  | P  | PF   | PC   | DP   | Puntos |
| --- | ---------------------------- | -- | -- | -- | ---- | ---- | ---- | ------ |
| 1 | Barça B                      | 22 | 21 | 1  | 1765 | 1234 | 531  | 43     |
| 2 | Bàsquet Girona B             | 22 | 16 | 6  | 1607 | 1443 | 164  | 38     |
| 3 | UE Mataró - Germans Homs     | 22 | 16 | 6  | 1666 | 1445 | 221  | 38     |
| 4 | CB Navàs Viscola             | 22 | 14 | 8  | 1531 | 1458 | 73   | 36     |
| 5 | Sol Gironès Bisbal Bàsquet   | 22 | 13 | 9  | 1495 | 1465 | 30   | 35     |
| 6 | CB Vic - Universitat de Vic  | 22 | 13 | 9  | 1546 | 1451 | 95   | 35     |
| 7 | CB Quart-Germans Cruz        | 22 | 11 | 11 | 1447 | 1433 | 14   | 33     |
| 8 | CB Santfeliuenc              | 22 | 9  | 13 | 1523 | 1736 | -213 | 31     |
| 9 | Azulejos Moncayo CB Zaragoza | 22 | 8  | 14 | 1424 | 1497 | -73  | 30     |
| 10 | Grup Via - CB Artés          | 22 | 5  | 17 | 1331 | 1583 | -252 | 27     |
| 11 | Grupo Edbaser Andratx        | 22 | 3  | 19 | 1358 | 1613 | -225 | 25     |
| 12 | Palma Air Europa B           | 22 | 3  | 19 | 1461 | 1796 | -335 | 25     |
| Fuente: Federación Española de Baloncesto: Clasificación de la Liga EBA - Grupo C-3; actualización automática |                              |    |    |    |      |      |      |        |

#### Finales

##### Final Four
Se celebró a único partido, en pista del equipo mejor clasificado en la Liga regular. Los cuatro encuentros fueron definidos por la posición lograda en cada grupo de la Liga Regular.
|  | Cuartos de final                 |                                  |                                  |                                  |                    |                                 |                                 |                                 |  |  |  |  |  |  |
|  | 24 de abril de 2022              | 24 de abril de 2022              | 24 de abril de 2022              |                                  |                    | Clasificados para la Fase final | Clasificados para la Fase final | Clasificados para la Fase final |  |  |  |  |  |  |
|  |                                  |                                  |                                  |                                  |                    |                                 |                                 |                                 |  |  |  |  |  |  |
|  |                                  |                                  |                                  |                                  |                    |                                 |                                 |                                 |  |  |  |  |  |  |
|  | Barça B                          | Barça B                          | 89                               |                                  |                    |                                 |                                 |                                 |  |  |  |  |  |  |
|  | Barça B                          | Barça B                          | 89                               |                                  |                    |                                 |                                 |                                 |  |  |  |  |  |  |
|  | UE Mataró - Germans Homs         | UE Mataró - Germans Homs         | 64                               |                                  |                    |                                 |                                 |                                 |  |  |  |  |  |  |
|  | UE Mataró - Germans Homs         | UE Mataró - Germans Homs         | 64                               |                                  | Barça B            | Barça B                         | 1.º                             |                                 |  |  |  |  |  |  |
|  |                                  |                                  |                                  |                                  | Barça B            | Barça B                         | 1.º                             |                                 |  |  |  |  |  |  |
|  |                                  |                                  | Torrons Vicens - CB L´Hospitalet | Torrons Vicens - CB L´Hospitalet | 2.º                |                                 |                                 |                                 |  |  |  |  |  |  |
|  | Torrons Vicens - CB L´Hospitalet | Torrons Vicens - CB L´Hospitalet | Torrons Vicens - CB L´Hospitalet | Torrons Vicens - CB L´Hospitalet | 2.º                | 73                              |                                 |                                 |  |  |  |  |  |  |
|  | Torrons Vicens - CB L´Hospitalet | Torrons Vicens - CB L´Hospitalet |                                  |                                  |                    |                                 |                                 |                                 |  |  |  |  |  |  |
|  | Ibersol CB Tarragona             | Ibersol CB Tarragona             | 53                               |                                  |                    |                                 |                                 |                                 |  |  |  |  |  |  |
|  | Ibersol CB Tarragona             | Ibersol CB Tarragona             | 53                               |                                  |                    |                                 |                                 |                                 |  |  |  |  |  |  |
|  |                                  |                                  |                                  |                                  |                    |                                 |                                 |                                 |  |  |  |  |  |  |
|  |                                  |                                  |                                  |                                  |                    |                                 |                                 |                                 |  |  |  |  |  |  |
|  | BBA. Castelldefels               | BBA. Castelldefels               | 83                               |                                  |                    |                                 |                                 |                                 |  |  |  |  |  |  |
|  | BBA. Castelldefels               | BBA. Castelldefels               | 83                               |                                  |                    |                                 |                                 |                                 |  |  |  |  |  |  |
|  | Prosperplast Alfindén            | Prosperplast Alfindén            | 64                               |                                  |                    |                                 |                                 |                                 |  |  |  |  |  |  |
|  | Prosperplast Alfindén            | Prosperplast Alfindén            | 64                               |                                  | BBA. Castelldefels | BBA. Castelldefels              | 3.º                             |                                 |  |  |  |  |  |  |
|  |                                  |                                  |                                  |                                  | BBA. Castelldefels | BBA. Castelldefels              | 3.º                             |                                 |  |  |  |  |  |  |
|  |                                  |                                  | Brisasol - CB Salou              | Brisasol - CB Salou              | 4.º                |                                 |                                 |                                 |  |  |  |  |  |  |
|  | Brisasol - CB Salou              | Brisasol - CB Salou              | Brisasol - CB Salou              | Brisasol - CB Salou              | 4.º                | 73                              |                                 |                                 |  |  |  |  |  |  |
|  | Brisasol - CB Salou              | Brisasol - CB Salou              |                                  |                                  |                    |                                 |                                 |                                 |  |  |  |  |  |  |
|  | Bàsquet Girona B                 | Bàsquet Girona B                 | 57                               |                                  |                    |                                 |                                 |                                 |  |  |  |  |  |  |
|  | Bàsquet Girona B                 | Bàsquet Girona B                 | 57                               |                                  |                    |                                 |                                 |                                 |  |  |  |  |  |  |
|  |                                  |                                  |                                  |                                  |                    |                                 |                                 |                                 |  |  |  |  |  |  |

Para definir el orden entre los equipos clasificados en la misma posición en diferentes grupos, se establecieron los siguientes criterios, una vez igualados el número de partidos jugados, si fuera necesario, eliminando los resultados de los partidos jugados con el/los último/s clasificados.
- 1.º Será mejor el cociente más alto de dividir los partidos jugados entre los perdidos.
- 2.º Si persiste el empate, se desempatará por diferencia de tantos a favor restando los de en contra.
- 3.º Si no se deshace el empate, será mejor el cociente más alto resultado de dividir los tantos en contra entre los tantos a favor.

#### Participantes a la Fase final de la conferencia C
| Bandera de Cataluña    | Bandera de Cataluña              | Bandera de Cataluña    | Bandera de Cataluña    |
| Barça B                | Torrons Vicens - CB L´Hospitalet | BBA. Castelldefels     | Brisasol - CB Salou    |
| Clasificado como 1.º C | Clasificado como 2.º C           | Clasificado como 3.º C | Clasificado como 4.º C |
| ---------------------- | -------------------------------- | ---------------------- | ---------------------- |

### Conferencia D

#### Grupo D-A
| | Equipo                                | J  | G  | P  | PF   | PC   | DP   | Puntos |
| --- | ------------------------------------- | -- | -- | -- | ---- | ---- | ---- | ------ |
| 1 | Ecoculture Costa de Almería           | 22 | 18 | 4  | 1825 | 1598 | 227  | 40     |
| 2 | Unicaja Andalucía B                   | 22 | 15 | 7  | 1771 | 1718 | 53   | 37     |
| 3 | Tu Súper CB La Zubia                  | 22 | 13 | 9  | 1535 | 1438 | 97   | 35     |
| 4 | Colegio El Pinar                      | 22 | 13 | 9  | 1650 | 1598 | 52   | 35     |
| 5 | Melilla Sport Capital Enrique Soler B | 22 | 11 | 11 | 1694 | 1660 | 34   | 33     |
| 6 | CB Novaschool Rincón de la Victoria   | 22 | 11 | 11 | 1598 | 1588 | 10   | 33     |
| 7 | Oh!Tels ULB                           | 22 | 10 | 12 | 1614 | 1612 | 2    | 32     |
| 8 | Jaén Paraíso Interior CB              | 22 | 10 | 12 | 1603 | 1684 | -81  | 32     |
| 9 | Benahavís Costa del Sol               | 22 | 10 | 12 | 1765 | 1779 | -14  | 32     |
| 10 | CAB Estepona                          | 22 | 10 | 12 | 1666 | 1703 | -37  | 32     |
| 11 | Jaén Paraíso Interior CB Andújar      | 22 | 6  | 16 | 1544 | 1695 | -151 | 28     |
| 12 | Climanavas Agrometal Peñarroya        | 22 | 5  | 17 | 1508 | 1700 | -192 | 27     |
| Fuente: Federación Española de Baloncesto: Clasificación de la Liga EBA - Grupo D-A; actualización automática |                                       |    |    |    |      |      |      |        |

#### Grupo D-B
| | Equipo                         | J  | G  | P  | PF   | PC   | DP   | Puntos |
| --- | ------------------------------ | -- | -- | -- | ---- | ---- | ---- | ------ |
| 1 | Sagrado Corazón Lithium Iberia | 22 | 19 | 3  | 1820 | 1441 | 379  | 41     |
| 2 | Ciudad de Huelva               | 22 | 19 | 3  | 1661 | 1354 | 307  | 41     |
| 3 | Huelva Comercio                | 22 | 17 | 5  | 1776 | 1520 | 256  | 39     |
| 4 | CB San Fernando                | 22 | 13 | 9  | 1664 | 1459 | 205  | 35     |
| 5 | Rus CB Ciudad de Dos Hermanas  | 22 | 13 | 9  | 1615 | 1508 | 107  | 35     |
| 6 | Real Betis Baloncesto B        | 22 | 11 | 11 | 1561 | 1712 | -151 | 33     |
| 7 | Baublock Gymnástica            | 22 | 9  | 13 | 1711 | 1742 | -31  | 31     |
| 8 | City of Badajoz Academy        | 22 | 9  | 13 | 1521 | 1591 | -70  | 31     |
| 9 | Torta del Casar Extremadura B  | 22 | 8  | 14 | 1516 | 1653 | -137 | 30     |
| 10 | Bodegón Andalucía CB Cimbis    | 22 | 7  | 15 | 1463 | 1664 | -201 | 29     |
| 11 | CB Coria                       | 22 | 6  | 16 | 1539 | 1697 | -158 | 28     |
| 12 | Xerez Club Deportivo           | 22 | 1  | 21 | 1347 | 1853 | -506 | 23     |
| Fuente: Federación Española de Baloncesto: Clasificación de la Liga EBA - Grupo D-B; actualización automática |                                |    |    |    |      |      |      |        |

#### Segunda fase

##### Grupo D Ascenso
|  | Fase 1/2 Final                                        |                                                       |                                                       |                                                       |     |                  |                                 |                                 |                                 |  |
|  | 3 de abril de 2022 (ida) 10 de abril de 2022 (vuelta) | 3 de abril de 2022 (ida) 10 de abril de 2022 (vuelta) | 3 de abril de 2022 (ida) 10 de abril de 2022 (vuelta) | 3 de abril de 2022 (ida) 10 de abril de 2022 (vuelta) |     |                  | Clasificados para la Fase final | Clasificados para la Fase final | Clasificados para la Fase final |  |
|  |                                                       |                                                       |                                                       |                                                       |     |                  |                                 |                                 |                                 |  |
|  |                                                       |                                                       |                                                       |                                                       |     |                  |                                 |                                 |                                 |  |
|  | Ecoculture Costa de Almería                           | Ecoculture Costa de Almería                           | 50                                                    | 80                                                    |     |                  |                                 |                                 |                                 |  |
|  | Ecoculture Costa de Almería                           | Ecoculture Costa de Almería                           | 50                                                    | 80                                                    |     |                  |                                 |                                 |                                 |  |
|  | Ciudad de Huelva                                      | Ciudad de Huelva                                      | 88                                                    | 58                                                    |     |                  |                                 |                                 |                                 |  |
|  | Ciudad de Huelva                                      | Ciudad de Huelva                                      | 88                                                    | 58                                                    |     | Ciudad de Huelva | Ciudad de Huelva                | 1.º                             |                                 |  |
|  |                                                       |                                                       |                                                       |                                                       |     | Ciudad de Huelva | Ciudad de Huelva                | 1.º                             |                                 |  |
|  |                                                       |                                                       | Unicaja Andalucía                                     | Unicaja Andalucía                                     | 2.º |                  |                                 |                                 |                                 |  |
|  | Sagrado Corazón Lithium Iberia                        | Sagrado Corazón Lithium Iberia                        | Unicaja Andalucía                                     | Unicaja Andalucía                                     | 2.º | 69               | 88                              |                                 |                                 |  |
|  | Sagrado Corazón Lithium Iberia                        | Sagrado Corazón Lithium Iberia                        |                                                       |                                                       |     | 69               | 88                              |                                 |                                 |  |
|  | Unicaja Andalucía                                     | Unicaja Andalucía                                     | 75                                                    | 83                                                    |     |                  |                                 |                                 |                                 |  |
|  | Unicaja Andalucía                                     | Unicaja Andalucía                                     | 75                                                    | 83                                                    |     |                  |                                 |                                 |                                 |  |
|  |                                                       |                                                       |                                                       |                                                       |     |                  |                                 |                                 |                                 |  |

| Ecoculture Costa de Almería                                                                                         | 130-146 | Ciudad de Huelva  | 50-88 | 80-58 |
| Sdo. Corazón Lithium Iberia                                                                                         | 157-158 | Unicaja Andalucía | 69-75 | 88-83 |
| Fuente: Federación Española de Baloncesto: Clasificación de la Liga EBA - Grupo D Ascenso; actualización automática |         |                   |       |       |

Los ganadores de las eliminatorias se clasificaron para participar en la fase de ascenso a LEB Plata.
El orden clasificatorio de los equipos que resultaron ganadores de las eliminatorias se confeccionaría de la siguiente forma:
- En primer lugar se tendrá en cuenta la clasificación obtenida en la Liga Regular.
- En caso de existir empate, se establecerá el coeficiente de victoria y derrota al finalizar la Liga Regular.
- En caso de persistir el empate, con los resultados en la Liga Regular, se aplicará en lo estipulado en el Artículo 84.2 apartados 4.º y 5.º del Reglamento General y de Competiciones.

#### Participantes a la Fase final de la conferencia D
| Bandera de Andalucía   | Bandera de Andalucía   |
| Ciudad de Huelva       | Unicaja Andalucía      |
| Clasificado como 1.º D | Clasificado como 2.º D |
| ---------------------- | ---------------------- |

##### Grupo D Descenso
A fin de determinar la tercera plaza de descenso, los equipos que ocuparon el penúltimo lugar en el orden clasificatorio de cada grupo disputaron una eliminatoria de descenso, a doble partido (ida/vuelta) siendo el primer encuentro en el campo del equipo con peor coeficiente general de victorias en la clasificación final de la liga regular (partidos ganados/partidos perdidos). Si el coeficiente entre ambos equipos fuese el mismo, se tendría en cuenta la diferencia de tantos a favor y en contra, en la clasificación final de la liga regular de cada uno de los dos grupos. El perdedor de la eliminatoria descendería a Primera División.
|  | Eliminatoria de permanencia                           |                                  |    |    |  |
|  | 3 de abril de 2022 (ida) 10 de abril de 2022 (vuelta) |                                  |    |    |  |
|  |                                                       |                                  |    |    |  |
|  | CB Coria                                              | CB Coria                         | 58 | 69 |  |
|  | CB Coria                                              | CB Coria                         | 58 | 69 |  |
|  | Jaén Paraíso Interior CB Andújar                      | Jaén Paraíso Interior CB Andújar | 68 | 70 |  |
|  | Jaén Paraíso Interior CB Andújar                      | Jaén Paraíso Interior CB Andújar | 68 | 70 |  |

| CB Coria | 127-138 | Jaén Paraíso Int. CB Andújar | 58-68 | 69-70 |
| Fuente: Federación Española de Baloncesto: Clasificación de la Liga EBA - Grupo D Descenso; actualización automática |         |                              |       |       |

### Conferencia E

#### Grupo E-A
| | Equipo                              | J  | G  | P  | PF   | PC   | DP   | Puntos |
| --- | ----------------------------------- | -- | -- | -- | ---- | ---- | ---- | ------ |
| 1 | Refitel Bàsquet Llíria              | 14 | 12 | 2  | 1202 | 992  | 210  | 26     |
| 2 | NB Torrent                          | 14 | 9  | 5  | 1072 | 1032 | 40   | 23     |
| 3 | Esportiu Bàsquet Vila-real          | 14 | 9  | 5  | 1043 | 946  | 97   | 23     |
| 4 | CB Puerto Sagunto                   | 14 | 9  | 5  | 1011 | 935  | 76   | 23     |
| 5 | CB Tabernes Blanques - Fernando Gil | 14 | 6  | 8  | 980  | 1053 | -73  | 20     |
| 6 | Inalco Alcora Caixa Rural           | 14 | 4  | 10 | 1058 | 1161 | -103 | 18     |
| 7 | TAU Castelló B                      | 14 | 4  | 10 | 1021 | 1110 | -89  | 18     |
| 8 | Bauhaus Godella                     | 14 | 3  | 11 | 938  | 1096 | -158 | 17     |
| Fuente: Federación Española de Baloncesto: Clasificación de la Liga EBA - Grupo E-A; actualización automática |                                     |    |    |    |      |      |      |        |

#### Grupo E-B
| | Equipo                                   | J  | G  | P  | PF   | PC   | DP   | Puntos |
| --- | ---------------------------------------- | -- | -- | -- | ---- | ---- | ---- | ------ |
| 1 | NB Paterna Power Electronics             | 14 | 13 | 1  | 1051 | 867  | 184  | 27     |
| 2 | Angels Vision - Units pel Bàsquet Gandía | 14 | 11 | 3  | 1160 | 955  | 205  | 25     |
| 3 | Picken Claret                            | 14 | 9  | 5  | 1090 | 1006 | 84   | 23     |
| 4 | Servigroup Benidorm                      | 14 | 7  | 7  | 998  | 985  | 13   | 21     |
| 5 | Alpel Aldaia                             | 14 | 7  | 7  | 997  | 991  | 6    | 21     |
| 6 | Eurofins-Megalab Alginet B               | 14 | 4  | 10 | 1080 | 1129 | -49  | 18     |
| 7 | Club Bàsquet Sueca Fustes Bonet          | 14 | 4  | 10 | 907  | 1045 | -138 | 18     |
| 8 | CB Ifach Calpe                           | 14 | 1  | 13 | 878  | 1183 | -305 | 15     |
| Fuente: Federación Española de Baloncesto: Clasificación de la Liga EBA - Grupo E-B; actualización automática |                                          |    |    |    |      |      |      |        |

#### Grupo E-C
| | Equipo                            | J  | G  | P  | PF   | PC   | DP   | Puntos |
| --- | --------------------------------- | -- | -- | -- | ---- | ---- | ---- | ------ |
| 1 | Hozono Global Jairis              | 14 | 14 | 0  | 1132 | 900  | 232  | 28     |
| 2 | UCAM Murcia CB B                  | 14 | 11 | 3  | 1188 | 949  | 239  | 25     |
| 3 | La Salud Archena                  | 14 | 8  | 6  | 1074 | 1046 | 28   | 22     |
| 4 | Sercomosa Molina Basket           | 14 | 7  | 7  | 982  | 1004 | 22   | 21     |
| 5 | Organic Ager CB Begastri          | 14 | 7  | 7  | 1067 | 1139 | -72  | 21     |
| 6 | La Nucía Lucentum Alicante B      | 14 | 4  | 10 | 969  | 1045 | -76  | 18     |
| 7 | SCD Carolinas                     | 14 | 3  | 11 | 908  | 1065 | -157 | 17     |
| 8 | CB Ilicitano - Caja Rural Central | 14 | 2  | 12 | 890  | 1062 | -172 | 16     |
| Fuente: Federación Española de Baloncesto: Clasificación de la Liga EBA - Grupo E-C; actualización automática |                                   |    |    |    |      |      |      |        |

#### Segunda fase

##### Grupo E Clasificación
| | Equipo                                   | J  | G  | P  | PF   | PC   | DP   | Puntos |
| --- | ---------------------------------------- | -- | -- | -- | ---- | ---- | ---- | ------ |
| 1 | Angels Vision - Units Pel Bàsquet Gandía | 14 | 12 | 2  | 1076 | 924  | 152  | 26     |
| 2 | UCAM Murcia CB B                         | 14 | 11 | 3  | 1168 | 984  | 184  | 25     |
| 3 | NB Paterna Power Electronics             | 14 | 10 | 4  | 1001 | 924  | 77   | 24     |
| 4 | Hozono Global Jairis                     | 14 | 8  | 6  | 1044 | 957  | 87   | 22     |
| 5 | Refitel Bàsquet Llíria                   | 14 | 8  | 6  | 1050 | 994  | 56   | 22     |
| 6 | Esportiu Bàsquet Vila-real               | 14 | 5  | 9  | 997  | 1098 | -101 | 19     |
| 7 | Picken Claret                            | 14 | 1  | 13 | 946  | 1143 | -197 | 15     |
| 8 | NB Torrent                               | 14 | 1  | 13 | 914  | 1172 | -258 | 15     |
| Fuente: Federación Española de Baloncesto: Clasificación de la Liga EBA - Clasificación-Grupo E; actualización automática |                                          |    |    |    |      |      |      |        |

#### Participantes a la Fase final de la conferencia E
| Bandera de la Comunidad Valenciana       | Bandera de la Región de Murcia | Bandera de la Comunidad Valenciana |
| Angels Vision - Units Pel Bàsquet Gandía | UCAM Murcia CB B               | NB Paterna Power Electronics       |
| Clasificado como 1.º E                   | Clasificado como 2.º E         | Clasificado como 3.º E             |
| ---------------------------------------- | ------------------------------ | ---------------------------------- |

#### Grupo E Descenso

##### Descenso Grupo 1
| | Equipo                              | J  | G  | P  | PF   | PC   | DP   | Puntos |
| --- | ----------------------------------- | -- | -- | -- | ---- | ---- | ---- | ------ |
| 1 | La Salud Archena                    | 14 | 11 | 3  | 1045 | 996  | 49   | 25     |
| 2 | SCD Carolinas                       | 14 | 8  | 6  | 892  | 888  | 4    | 22     |
| 3 | Servigroup Benidorm                 | 14 | 8  | 6  | 1019 | 952  | 67   | 22     |
| 4 | Eurofins-Megalab Alginet B          | 14 | 8  | 6  | 1117 | 1068 | 49   | 22     |
| 5 | Inalco Alcora Caixa Rural           | 14 | 8  | 6  | 1113 | 1080 | 33   | 22     |
| 6 | CB Tabernes Blanques - Fernando Gil | 14 | 7  | 7  | 1004 | 998  | 6    | 21     |
| 7 | Club Bàsquet Sueca Fustes Bonet     | 14 | 5  | 9  | 922  | 988  | -66  | 19     |
| 8 | CB Ilicitano - Caja Rural Central   | 14 | 1  | 13 | 958  | 1100 | -142 | 15     |
| Fuente: Federación Española de Baloncesto: Clasificación de la Liga EBA - Grupo E-Permanencia 1; actualización automática |                                     |    |    |    |      |      |      |        |

##### Descenso Grupo 2
| | Equipo                       | J  | G  | P  | PF   | PC   | DP   | Puntos |
| --- | ---------------------------- | -- | -- | -- | ---- | ---- | ---- | ------ |
| 1 | CB Puerto Sagunto            | 14 | 11 | 3  | 1138 | 913  | 225  | 25     |
| 2 | Sercomosa Molina Basket      | 14 | 9  | 5  | 1034 | 997  | 37   | 23     |
| 3 | TAU Castelló B               | 14 | 8  | 6  | 1091 | 1054 | 37   | 22     |
| 4 | La Nucía Lucentum Alicante B | 14 | 8  | 6  | 897  | 905  | -8   | 22     |
| 5 | Organic Ager CB Begastri     | 14 | 8  | 6  | 1075 | 1072 | 3    | 22     |
| 6 | Alpel Aldaia                 | 14 | 5  | 9  | 980  | 1055 | -75  | 19     |
| 7 | Bauhaus Godella              | 14 | 5  | 9  | 922  | 1020 | -98  | 19     |
| 8 | CB Ifach Calpe               | 14 | 2  | 12 | 893  | 1014 | -121 | 16     |
| Fuente: Federación Española de Baloncesto: Clasificación de la Liga EBA - Grupo E-Permanencia 2; actualización automática |                              |    |    |    |      |      |      |        |

## Fase final
Los 16 equipos clasificados fueron divididos en cuatro grupos de cuatro equipos, jugando un formato de todos contra todos a una sola vuelta.
La organización de las Fases Finales de Liga EBA fueron asignadas a las sedes en Huelva y Gandía.
El ganador de cada grupo ascendería a LEB Plata. Los cuatro segundos jugarían una repesca para definir los otros dos ascensos.

### Grupo 1A
| Pos                                                                                        | Grp | Equipo              | PJ | G | P | PF  | PC  | +/- | Pts | Ascenso              |
| ------------------------------------------------------------------------------------------ | --- | ------------------- | -- | - | - | --- | --- | --- | --- | -------------------- |
| 1                                                                                          | 1C  | Barça B             | 3  | 3 | 0 | 223 | 184 | 39  | 6   | Asciende a LEB Plata |
| 2                                                                                          | 4B  | Náutico Tenerife    | 3  | 2 | 1 | 242 | 211 | 31  | 5   | Repesca              |
| 3                                                                                          | 2E  | UCAM Murcia CB B    | 3  | 1 | 2 | 209 | 220 | -11 | 4   |                      |
| 4                                                                                          | 2D  | Unicaja Andalucía B | 3  | 0 | 3 | 187 | 246 | -59 | 3   |                      |
| Fuente: Federación Española de Baloncesto: Fase Final - Grupo 1A; actualización automática |     |                     |    |   |   |     |     |     |     |                      |

| 12 de mayo de 2022 - 10:30 (UTC +2) Jornada 1 | UCAM Murcia CB B                                                | 64–67                      | Barça B | Huelva |  |
|                                               | Parciales: 13-19, 20-16, 22-21, 9-11                            |                            | | |  |
|                                               | Estadísticas O. Lo 22 O. Lo 11 P. Tendero 4 O. Lo 25 (MVP/Val.) | Reporte Pts Reb Asts Otros | Estadísticas 18 Y. Bonilla Silva 9 Y. Bonilla Silva 5 Y. Bonilla Silva, A. Rodríguez (MVP/Val.) 18 J. Nnaji | Pabellón: Palacio de los Deportes ‘Carolina Marín’ Árbitros: AGUILERA MELLADO, Raúl MUÑOZ AICART, Iván Televisión: canalfeb.tv |  |

| 12 de mayo de 2022 - 12:45 (UTC +2) Jornada 1 | Náutico Tenerife                                                                           | 95–61                      | Unicaja Andalucía B                                                                         | Huelva |  |
|                                               | Parciales: 21-15, 27-17, 19-18, 28-11                                                      |                            |                                                                                             | |  |
|                                               | Estadísticas J. Martínez 20 E. Dieng 12 M. Ivankovic 6 J. Martínez, E. Dieng 24 (MVP/Val.) | Reporte Pts Reb Asts Otros | Estadísticas 19 M. Saint-Supery 10 J. Tanchyn 2 A. Folgueiras (MVP/Val.) 12 M. Saint-Supery | Pabellón: Palacio de los Deportes ‘Carolina Marín’ Árbitros: GONZÁLEZ ZUMAJO, Ángel VERDEJO FERNÁNDEZ, Bernat Televisión: canalfeb.tv |  |

| 13 de mayo de 2022 - 10:30 (UTC +2) Jornada 2 | Náutico Tenerife                                                                                       | 64–82                      | Barça B                                                                                 | Huelva |  |
|                                               | Parciales: 11-26, 22-16, 15-16, 16-24                                                                  |                            |                                                                                         | |  |
|                                               | Estadísticas J. MARTÍNEZ MEGIAS 12 A. HERNANDEZ DIAZ 9 M. Ivankovic 5 J. MARTÍNEZ MEGIAS 16 (MVP/Val.) | Reporte Pts Reb Asts Otros | Estadísticas 16 Y. Bonilla Silva 15 J. Nnaji 4 A. Rodríguez Juan (MVP/Val.) 32 J. Nnaji | Pabellón: Palacio de los Deportes ‘Carolina Marín’ Árbitros: Alcañiz Montiu, Guillem García Salardon, Alejandro Televisión: canalfeb.tv |  |

| 13 de mayo de 2022 - 12:45 (UTC +2) Jornada 2 | Unicaja Andalucía B                                                                                              | 70–77                      | UCAM Murcia CB B                                                    | Huelva |  |
|                                               | Parciales: 9-21, 21-15, 27-12, 13-29                                                                             |                            |                                                                     | |  |
|                                               | Estadísticas A. Fernández Ruiz 22 A. Folgueiras Campos 11 A. Folgueiras Campos 4 A. Fernández Ruiz 28 (MVP/Val.) | Reporte Pts Reb Asts Otros | Estadísticas 25 O. Lo 12 O. Lo 5 D. Arjol López (MVP/Val.) 32 O. Lo | Pabellón: Palacio de los Deportes ‘Carolina Marín’ Árbitros: Pérez Hernández, Saúl Clavería Sánchez, Elio Televisión: canalfeb.tv |  |

| 14 de mayo de 2022 - 10:30 (UTC +2) Jornada 3 | UCAM Murcia CB B                                               | 68–83                      | Náutico Tenerife                                                                          | Huelva |  |
|                                               | Parciales: 7-13, 13-22, 24-23, 24-25                           |                            |                                                                                           | |  |
|                                               | Estadísticas J. Marín 18 O.Lo 13 O.Lo 4 J. Marín 22 (MVP/Val.) | Reporte Pts Reb Asts Otros | Estadísticas 17 E. Dieng 11 M. Ivankovic 5 J. Juarez, M. Ivankovic (MVP/Val.) 24 E. Dieng | Pabellón: Palacio de los Deportes ‘Carolina Marín’ Árbitros: Melwani Chugani, Kunal A. Aznar Casero, Carlos Televisión: canalfeb.tv |  |

| 14 de mayo de 2022 - 12:45 (UTC +2) Jornada 3 | Barça B                                                                       | 74–56                      | Unicaja Andalucía B                                                                               | Huelva |  |
|                                               | Parciales: 24-12, 14-12, 16-11, 20-21                                         |                            |                                                                                                   | |  |
|                                               | Estadísticas I. Ordoñez 17 M. Caicedo 8 M. Caicedo 6 M. Caicedo 22 (MVP/Val.) | Reporte Pts Reb Asts Otros | Estadísticas 13 A. Fernández 9 A. Folgueiras, J. Tanchyn 4 R. Vicente (MVP/Val.) 16 A. Folgueiras | Pabellón: Palacio de los Deportes ‘Carolina Marín’ Árbitros: Verdejo Fernández, Bernat Khadzh Khamed, Omar Televisión: canalfeb.tv |  |

### Grupo 2A
| Pos                                                                                        | Grp | Equipo                           | PJ | G | P | PF  | PC  | +/- | Pts | Ascenso              |
| ------------------------------------------------------------------------------------------ | --- | -------------------------------- | -- | - | - | --- | --- | --- | --- | -------------------- |
| 1                                                                                          | 2A  | CB Santurtzi SK                  | 3  | 3 | 0 | 207 | 196 | 11  | 6   | Asciende a LEB Plata |
| 2                                                                                          | 2C  | Torrons Vicens - CB L´Hospitalet | 3  | 2 | 1 | 218 | 183 | 35  | 5   | Repesca              |
| 3                                                                                          | 3B  | NCS Alcobendas                   | 3  | 1 | 2 | 196 | 193 | 3   | 4   |                      |
| 4                                                                                          | 1D  | Ciudad de Huelva                 | 3  | 0 | 3 | 161 | 210 | -49 | 3   |                      |
| Fuente: Federación Española de Baloncesto: Fase Final - Grupo 2A; actualización automática |     |                                  |    |   |   |     |     |     |     |                      |

| 12 de mayo de 2022 - 17:00 (UTC +2) Jornada 1 | NCS Alcobendas                                                                     | 67–71                      | CB Santurtzi SK | Huelva |  |
|                                               | Parciales: 20-17, 13-13, 16-23, 18-18                                              |                            | | |  |
|                                               | Estadísticas O. Herrero 20 J. Tejera Tejo 10 O. Herrero 5 O. Herrero 20 (MVP/Val.) | Reporte Pts Reb Asts Otros | Estadísticas 19 J. Orellano Moreno 10 M. Niang Ndongo 3 J. Orellano Moreno, P. Albisu Astigarraga (MVP/Val.) 23 J. Orellano Moreno | Pabellón: Palacio de los Deportes Carolina Marín Árbitros: ARAQUE CÁCERES, Mauro CLAVERIA SÁNCHEZ, Elio Televisión: canalfeb.tv |  |

| 12 de mayo de 2022 - 19:30 (UTC +2) Jornada 1 | Torrons Vicens - CB L´Hospitalet                                                                             | 74–54                      | Ciudad de Huelva                                                        | Huelva |  |
|                                               | Parciales: 14-18, 15-14, 20-7, 25-15                                                                         |                            |                                                                         | |  |
|                                               | Estadísticas M. Latham 16 A. Homs Aguilar 10 E. San Epifanio 4 M. Latham, A. Real, P. Nakidjim 15 (MVP/Val.) | Reporte Pts Reb Asts Otros | Estadísticas 16 M. Kasse 14 M. Kasse 3 D. Hermes (MVP/Val.) 18 M. Kasse | Pabellón: Palacio de los Deportes Carolina Marín Árbitros: Melwani Chugani, Kunal A. Pérez Hernández, Saúl Televisión: canalfeb.tv |  |

| 13 de mayo de 2022 - 17:00 (UTC +2) Jornada 2 | CB Santurtzi SK                                                                                       | 78–74                      | Torrons Vicens - CB L´Hospitalet                                                    | Huelva |  |
|                                               | Parciales: 20-13, 19-30, 18-19, 13-8 (T.E.: 8-4)                                                      |                            |                                                                                     | |  |
|                                               | Estadísticas M. NIANG NDONGO 18 M. NIANG NDONGO 17 M. LOSADA CARBALLO 4 M. NIANG NDONGO 27 (MVP/Val.) | Reporte Pts Reb Asts Otros | Estadísticas 19 M. LATHAM 7 P. NAKIDJIM 4 A. RODRIGUEZ LARA (MVP/Val.) 25 M. LATHAM | Pabellón: Palacio de los Deportes Carolina Marín Árbitros: AZNAR CASERO, Carlos KHADZH KHAMED, Omar Televisión: canalfeb.tv |  |

| 13 de mayo de 2022 - 19:30 (UTC +2) Jornada 2 | NCS Alcobendas                                                                                                   | 78–52                      | Ciudad de Huelva                                                            | Huelva |  |
|                                               | Parciales: 13-8, 21-15, 23-7, 21-22                                                                              |                            |                                                                             | |  |
|                                               | Estadísticas J. Tejera Tejo 25 J. Tejera Tejo, L. de la Peña 9 O. Herrero Giménez 4 J. Tejera Tejo 32 (MVP/Val.) | Reporte Pts Reb Asts Otros | Estadísticas 10 V. Pérez 16 M. KASSE 2 (4 jugadores) (MVP/Val.) 15 M. KASSE | Pabellón: Palacio de los Deportes Carolina Marín Árbitros: AGUILERA MELLADO, Raúl MUÑOZ AICART, Iván Televisión: canalfeb.tv |  |

| 14 de mayo de 2022 - 17:00 (UTC +2) Jornada 3 | Torrons Vicens - CB L´Hospitalet                                                               | 70–51                      | NCS Alcobendas                                                                                             | Huelva |  |
|                                               | Parciales: 16-11, 17-15, 10-12, 27-13                                                          |                            | | |  |
|                                               | Estadísticas A. Real López 13 B. Gassama Kargbo 8 A. Vicente 5 A. Tarrida Torres 17 (MVP/Val.) | Reporte Pts Reb Asts Otros | Estadísticas 13 G. Campos Marcos 6 (3 jugadores) 3 E. Martínez (MVP/Val.) 18 G. Garrido Guerreiro de Sousa | Pabellón: Palacio de los Deportes Carolina Marín Árbitros: ALCAÑIZ MONTIU, Guillem ARAQUE CÁCERES, Mauro Televisión: canalfeb.tv |  |

| 14 de mayo de 2022 - 19:30 (UTC +2) Jornada 3 | Ciudad de Huelva | 55–58                      | CB Santurtzi SK                                                                                       | Huelva |  |
|                                               | Parciales: 13-15, 12-5, 13-21, 17-17                                                                                |                            | | |  |
|                                               | Estadísticas V. Pérez 13 M. Kasse 9 F. Cardenas Maldonado 3 V. Pérez, F. Cardenas Maldonado, M. Kasse 10 (MVP/Val.) | Reporte Pts Reb Asts Otros | Estadísticas 15 M. NIANG NDONGO 9 M. NIANG NDONGO 4 I. Artiñano Llarena (MVP/Val.) 16 M. NIANG NDONGO | Pabellón: Palacio de los Deportes Carolina Marín Árbitros: GONZÁLEZ ZUMAJO, Ángel GARCÍA SALARDON, Alejandro Televisión: canalfeb.tv |  |

### Grupo 3B
| Pos                                                                                        | Grp | Equipo                                   | PJ | G | P | PF  | PC  | +/- | Pts | Ascenso              |
| ------------------------------------------------------------------------------------------ | --- | ---------------------------------------- | -- | - | - | --- | --- | --- | --- | -------------------- |
| 1                                                                                          | 3A  | Baskonia B                               | 3  | 2 | 1 | 220 | 182 | 38  | 5   | Asciende a LEB Plata |
| 2                                                                                          | 1E  | Angels Vision - Units pel Bàsquet Gandía | 3  | 2 | 1 | 193 | 192 | 1   | 5   | Repesca              |
| 3                                                                                          | 2B  | Uros de Rivas                            | 3  | 1 | 2 | 180 | 204 | -24 | 4   |                      |
| 4                                                                                          | 4C  | Brisasol - CB Salou                      | 3  | 1 | 2 | 206 | 221 | -15 | 4   |                      |
| Fuente: Federación Española de Baloncesto: Fase Final - Grupo 3B; actualización automática |     |                                          |    |   |   |     |     |     |     |                      |

| 12 de mayo de 2022 - 17:00 (UTC +2) Jornada 1 | Baskonia B                                                                                     | 76–50                      | Uros de Rivas                                                                | Gandía, (Valencia) |  |
|                                               | Parciales: 16-18, 19-12, 24-9, 17-11                                                           |                            |                                                                              | |  |
|                                               | Estadísticas S. Cissoko 13 M. Sole, S. Macura 8 M. Sole, M. Portalez 3 S. Macura 19 (MVP/Val.) | Reporte Pts Reb Asts Otros | Estadísticas 9 J. de Pinto 7 J. Sargent 3 A. Frutos (MVP/Val.) 12 J. Sargent | Pabellón: Pabellón Municipal de Gandía Árbitros: HORMIGO CASELLES, Abraham LÓPEZ ILLÁN, Daniel Televisión: canalfeb.tv |  |

| 12 de mayo de 2022 - 19:30 (UTC +2) Jornada 1 | Units pel Bàsquet Gandía                                                                   | 71–68                      | Brisasol - CB Salou                                                      | Gandía, (Valencia) |  |
|                                               | Parciales: 19-19, 13-15, 22-23, 17-11                                                      |                            |                                                                          | |  |
|                                               | Estadísticas J. Hernández 14 U. Zamora 10 J. Hernández 5 J. Soler, U. Zamora 15 (MVP/Val.) | Reporte Pts Reb Asts Otros | Estadísticas 16 G. Balta 8 A. Alaminos 6 G. Balta (MVP/Val.) 24 G. Balta | Pabellón: Pabellón Municipal de Gandía Árbitros: RODRÍGUEZ PÉREZ, Francisco Javier PALAZÓN RAMOS, Sergio Televisión: canalfeb.tv |  |

| 13 de mayo de 2022 - 17:00 (UTC +2) Jornada 2 | Brisasol - CB Salou                                                                                  | 79–76                      | Baskonia B | Gandía, (Valencia) |  |
|                                               | Parciales: 21-24, 18-8, 23-25, 17-19                                                                 |                            | | |  |
|                                               | Estadísticas A. Alaminos Baños 20 L. Ewulu Navarro 8 G. Balta Foix 5 A. Alaminos Baños 22 (MVP/Val.) | Reporte Pts Reb Asts Otros | Estadísticas 18 F. Pirela Pérez, M. Portalez Mur 14 M. Sole Mouratay 5 J. Querejeta Martínez de Arenaza (MVP/Val.) 33 M. Sole Mouratay | Pabellón: Pabellón Municipal de Gandía Árbitros: RODRÍGUEZ PÉREZ, Francisco Javier HERNÁNDEZ CAÑAVERAS, Encarnación Televisión: canalfeb.tv |  |

| 13 de mayo de 2022 - 19:30 (UTC +2) Jornada 2 | Units pel Bàsquet Gandía                                                                                             | 69–56                      | Uros de Rivas                                                                                   | Gandía, (Valencia) |  |
|                                               | Parciales: 18-17, 20-18, 14-10, 17-11                                                                                |                            |                                                                                                 | |  |
|                                               | Estadísticas A. López Flor, J. Hernández Castellá 12 A. López Flor 9 J. Soler Cirujeda 3 A. López Flor 20 (MVP/Val.) | Reporte Pts Reb Asts Otros | Estadísticas 14 A. Frutos Zurita 8 J. Sargent 3 A. Frutos Zurita (MVP/Val.) 11 A. Frutos Zurita | Pabellón: Pabellón Municipal de Gandía Árbitros: CASTILLO MORALES, Antonio Miguel COTTA ÁVILA, Daniel Televisión: canalfeb.tv |  |

| 14 de mayo de 2022 - 17:00 (UTC +2) Jornada 3 | Uros de Rivas | 74–59                      | Brisasol - CB Salou                                                                                              | Gandía, (Valencia) |  |
|                                               | Parciales: 12-14, 36-10, 13-15, 13-20                                                                                   |                            | | |  |
|                                               | Estadísticas R. Martínez Pérez 13 A. Gómez López 9 D. Ávila Mercado, A. Serra Martínez 3 D. Ávila Mercado 19 (MVP/Val.) | Reporte Pts Reb Asts Otros | Estadísticas 17 C. Barksdale 10 A. Alaminos Baños 3 G. Balta Foix, A. Aragonés Navais (MVP/Val.) 15 C. Barksdale | Pabellón: Pabellón Municipal de Gandía Árbitros: GARCÍA BALZATEGUI, Gorka BASELGA NICOLAU, Manuel Televisión: canalfeb.tv |  |

| 14 de mayo de 2022 - 19:30 (UTC +2) Jornada 3 | Baskonia B                                                                                            | 68–53                      | Units pel Bàsquet Gandía                                                                                          | Gandía, (Valencia) |  |
|                                               | Parciales: 12-10, 18-3, 20-22, 18-18                                                                  |                            | | |  |
|                                               | Estadísticas M. Sole Mouratay 20 M. Sole Mouratay 13 F. Pirela Pérez 3 M. Sole Mouratay 34 (MVP/Val.) | Reporte Pts Reb Asts Otros | Estadísticas 20 J. Soler Cirujeda 7 J. Hernández Castellá 3 A. Kleinjan Rodríguez (MVP/Val.) 16 J. Soler Cirujeda | Pabellón: Pabellón Municipal de Gandía Árbitros: RODRÍGUEZ PÉREZ, Francisco Javier HORMIGO CASELLES, Abraham Televisión: canalfeb.tv |  |

### Grupo 4B
| Pos                                                                                        | Grp | Equipo                       | PJ | G | P | PF  | PC  | +/- | Pts | Ascenso              |
| ------------------------------------------------------------------------------------------ | --- | ---------------------------- | -- | - | - | --- | --- | --- | --- | -------------------- |
| 1                                                                                          | 1A  | USAL La Antigua              | 3  | 2 | 1 | 224 | 191 | 33  | 5   | Asciende a LEB Plata |
| 2                                                                                          | 1B  | CB Pozuelo                   | 3  | 2 | 1 | 203 | 185 | 18  | 5   | Repesca              |
| 3                                                                                          | 3E  | NB Paterna Power Electronics | 3  | 1 | 2 | 160 | 207 | -47 | 4   |                      |
| 4                                                                                          | 3C  | BBA. Castelldefels           | 3  | 1 | 2 | 207 | 211 | -4  | 4   |                      |
| Fuente: Federación Española de Baloncesto: Fase Final - Grupo 4B; actualización automática |     |                              |    |   |   |     |     |     |     |                      |

| 12 de mayo de 2022 - 10:30 (UTC +2) Jornada 1 | NB Paterna Power Electronics                                                         | 48–72                      | USAL La Antigua                                                                             | Gandía, (Valencia) |  |
|                                               | Parciales: 10-14, 8-17, 16-20, 14-21                                                 |                            |                                                                                             | |  |
|                                               | Estadísticas C. Cerdán 20 P. Bono 8 C. Cerdán, B. Richotti 4 C. Cerdán 16 (MVP/Val.) | Reporte Pts Reb Asts Otros | Estadísticas 15 R. Ukawuba 12 A. Morales 3 Q. Greenaway, J. Yengue (MVP/Val.) 18 A. Sánchez | Pabellón: Pabellón Municipal de Gandía Árbitros: GARCÍA BALZATEGUI, Gorka DIMITROV ZANKOV, Marian Televisión: canalfeb.tv |  |

| 12 de mayo de 2022 - 12:45 (UTC +2) Jornada 1 | CB Pozuelo | 69–63                      | BBA. Castelldefels                                                                                             | Gandía, (Valencia) |  |
|                                               | Parciales: 19-12, 13-12, 11-24, 26-15                                                                           |                            | | |  |
|                                               | Estadísticas A. Arias Guerrero 20 P. Rodrigo Yanguas 13 G. Martín López-Lago 4 P. Rodrigo Yanguas 28 (MVP/Val.) | Reporte Pts Reb Asts Otros | Estadísticas 16 M. Mañes Carretero 11 E. Mañes Carretero 5 E. Mañes Carretero (MVP/Val.) 21 M. Mañes Carretero | Pabellón: Pabellón Municipal de Gandía Árbitros: BETANZOS GARCÍA, Juan Jesús PASTOR SELLERS, Javier Televisión: canalfeb.tv |  |

| 13 de mayo de 2022 - 10:30 (UTC +2) Jornada 2 | USAL La Antigua                                                                         | 82–68                      | CB Pozuelo | Gandía, (Valencia) |  |
|                                               | Parciales: 22-14, 24-14, 18-22, 18-18                                                   |                            | | |  |
|                                               | Estadísticas R. Ukawuba 22 R. Ukawuba 10 L. Mc-Carthy Santos 7 R. Ukawuba 34 (MVP/Val.) | Reporte Pts Reb Asts Otros | Estadísticas 17 A. Arias Guerrero 7 M. Estébanez Escudero, P. Rodrigo Yanguas 4 M. Estébanez Escudero (MVP/Val.) 19 A. Arias Guerrero | Pabellón: Pabellón Municipal de Gandía Árbitros: HORMIGO CASELLES, Abraham BASELGA NICOLAU, Manuel Televisión: canalfeb.tv |  |

| 13 de mayo de 2022 - 12:45 (UTC +2) Jornada 2 | NB Paterna Power Electronics                                              | 72–69                      | BBA. Castelldefels                                                                                              | Gandía, (Valencia)                                                                                                 |  |
|                                               | Parciales: -, -, -, -                                                     |                            | | |  |
|                                               | Estadísticas C. Cerdán 28 P. Bono 7 B. Richotti 3 C. Cerdán 30 (MVP/Val.) | Reporte Pts Reb Asts Otros | Estadísticas 17 E. Mañes Carretero 7 M.I. Mañes Carretero 4 R. Puerta Mejias (MVP/Val.) 21 S. Serrataco Sánchez | Pabellón: Pabellón Municipal de Gandía Árbitros: PALAZÓN RAMOS, Sergio LÓPEZ ILLÁN, Daniel Televisión: canalfeb.tv |  |

| 14 de mayo de 2022 - 10:30 (UTC +2) Jornada 3 | CB Pozuelo                                                                                     | 66–40                      | NB Paterna Power Electronics                                           | Gandía, (Valencia) |  |
|                                               | Parciales: 24-12, 18-8, 14-10, 10-10                                                           |                            |                                                                        | |  |
|                                               | Estadísticas M. Estébanez Escudero 16 P. Rodrigo Yanguas 13 3 P. Rodrigo Yanguas 19 (MVP/Val.) | Reporte Pts Reb Asts Otros | Estadísticas 10 C. Cerdán 7 A. Monrabal Romeu 2 (MVP/Val.) 6 C. Cerdán | Pabellón: Pabellón Municipal de Gandía Árbitros: CASTILLO MORALES, Antonio Miguel DIMITROV ZANKOV, Marian Televisión: canalfeb.tv |  |

| 14 de mayo de 2022 - 12:45 (UTC +2) Jornada 3 | BBA. Castelldefels                                                                                                  | 75–70                      | USAL La Antigua                                                                                 | Gandía, (Valencia) |  |
|                                               | Parciales: 25-19, 21-18, 11-15, 18-18                                                                               |                            |                                                                                                 | |  |
|                                               | Estadísticas E. Mañes Carretero 18 S. Serrataco Sánchez 8 S. Serrataco Sánchez 4 S. Serrataco Sánchez 22 (MVP/Val.) | Reporte Pts Reb Asts Otros | Estadísticas 16 R. Ukawuba 11 M. Kiris 3 L. Mc-Carthy Santos (MVP/Val.) 13 M. Kiris, R. Ukawuba | Pabellón: Pabellón Municipal de Gandía Árbitros: PASTOR SELLERS, Javier HERNÁNDEZ CAÑAVERAS, Encarnación Televisión: canalfeb.tv |  |

### Repesca
| Equipo 1                 | Resultado | Equipo 2                         |
| ------------------------ | --------- | -------------------------------- |
| Náutico Tenerife         | 56-64     | Torrons Vicens - CB L´Hospitalet |
| Units pel Bàsquet Gandía | 56-59     | CB Pozuelo                       |

| 15 de mayo de 2022 - 12:00 (UTC +2) 1.er partido de la repesca | Náutico Tenerife                                                                 | 56–64                      | Torrons Vicens - CB L´Hospitalet                                                          | Huelva |  |
|                                                                | Parciales: 17-16, 12-17, 19-18, 8-13                                             |                            |                                                                                           | |  |
|                                                                | Estadísticas J. Martínez 15 E. Dieng 11 A. Hernández 4 J. Martínez 14 (MVP/Val.) | Reporte Pts Reb Asts Otros | Estadísticas 12 E. San Epifanio 7 I. García, A. Homs 7 A. Real (MVP/Val.) 17 A. Rodríguez | Pabellón: Palacio de los Deportes Carolina Marín Árbitros: Aguilera Mellado, Raúl Melwani Chugani, Kunal A. Televisión: |  |

| 15 de mayo de 2022 - 12:30 (UTC +2) 2º partido de la repesca | Units pel Bàsquet Gandía                                                          | 56–59                      | CB Pozuelo                                                                       | Gandía, (Valencia)                                                                                           |  |
|                                                              | Parciales: 11-18, 13-9, 16-18, 16-14                                              |                            |                                                                                  | |  |
|                                                              | Estadísticas A. Vera 14 A. Vera 10 Hernández, Soler, Vera 2 A. Vera 20 (MVP/Val.) | Reporte Pts Reb Asts Otros | Estadísticas 12 M. Estébanez 11 P. Rodrígo 4 P. Rodrígo (MVP/Val.) 22 P. Rodrígo | Pabellón: Pabellón Municipal de Gandía Árbitros: Betanzos García, Juan Jesús Cotta Ávila, Daniel Televisión: |  |

## Postemporada
Ascendieron a LEB Plata:
- Baskonia B.
- La Antigua CB Tormes.
- Torrons Vicens - CB L´Hospitalet.
- Brisasol - CB Salou (ascendió al permutar la plaza con el  Barça B que había ascendido a LEB Plata).[5]
- Baloncesto Talavera (ascendió desde Primera División al permutar la plaza con el   CB Pozuelo que había ascendido a LEB Plata).[6]
- Bauhaus Godella (ascendió al intercambiar su plaza con el  Valencia BC B).[7]
- (  Barça B,   CB Pozuelo y  CB Santurtzi SK renunciaron al ascenso).[5][6][8]

Descendieron de LEB Plata:
- CB Marbella.
- Zentro Basket Madrid.
- Circulo Gijón Baloncesto.
- Valencia BC B ( renunció a la LEB Plata al intercambiar su plaza con el  CB L'Horta Godella).[7]
- (  Aquimisa Carbajosa Empresarial y  El Ventero CBV también renunciaron a la liga EBA y pasaron a Primera División).
- (  Safir Fruits Alginet no descendió al ocupar la vacante del  CB Santurtzi SK que renunció al ascenso a LEB Plata).

Descendieron a Primera División:
| - Leioa SBT. - Ulacia Zarautz. - CB Valle de Egüés. - Becedo Santander. - Baloncesto Venta de Baños. - Claret Innoporc. - Universidad de Valladolid. - Unicaja Banco Oviedo B. |  | - Traumacor Culleredo. - Zentro Basket Madrid B. - AE Badalonès. - UE Sant Cugat Negre. - Cochesinternet.net Alpicat. - Temple UE Horta. - Grup Via - CB Artés. - Maristes Ademar. |  | - Baricentro Barbera. - Palma Air Europa B. - Grupo Edbaser Andratx. - Xerez Club Deportivo. - Climanavas Agrometal Peñarroya. - CB Coria. - Jaén Paraíso Interior CB Andújar. |

- (  CB La Flecha,  Santo Domingo Betanzos,  CB Ifach Calpe,  CB Ilicitano Caja Rural Central y
 Club Bàsquet Sueca Fustes Bonet no descendieron al ocupar vacantes).
- (  Estudio,  CB Majadahonda y  Globalcaja Quintanar no descendieron por la ampliación de la Conferencia B a dos grupos).
- (  Raisan Pas Piélagos no descendió al intercambiar su plaza con el  CBT Torrelavega que había conseguido el ascenso a Liga EBA).[11]
- (  Bauhaus Godella intercambió su plaza con el   Valencia BC B pasando a disputar la LEB Plata).[7]

Renunciaron a la Liga EBA:
- ULE Basket León (cede sus derechos deportivos al club de nueva creación la  Cultural y Deportiva Leonesa)[12]
- Leclerc Caja Rural RDL (pasa a ser club vinculado de la  Cultural y Deportiva Leonesa).[12]
- CAB Estepona.
- Inalco Alcora Caixa Rural.
- Hero Jairis.

Ascendieron desde Primera División:
| - Calvo Basket Xiria. - EDM A Estrada. - RGC Covadonga. - Grupo Inmapa Filipenses. - Real Valladolid Baloncesto B. - Cultural y Deportiva Leonesa. - Fundación Bilbao Basket. - Tabirako Baqué. - CB Getafe. - Baloncesto Torrelodones. - Pintobasket. |  | - Jofemesa ADC Boadilla. - Sun Chlorella Dragons. - Spanish Basketball Academy. - Inmobiliaria Gálvez Santa Cruz. - CB Aridane. - CB Valsequillo. - CB Daimiel. - CB La Solana. - Tobarra CB. - CB Granollers - Pisos.com. - CN Helios. |  | - CB Agora Portals. - Vikingos Syngenta - B. Murgi. - PMD Aljaraque. - UCB Camper Eurogaza. - Modular Moraleja. - CBC Manises-Quart. - ESET Ontinet. - CB Jorge Juan. - Jovens L'Eliana. - AD Infante. |

- (  CBT Torrelavega,  CB Evecan,   Dehesa del Monte Maristas renunciaron al ascenso).

La Liga EBA alcanzaría los 135 equipos en la siguiente temporada.

## Galardones

### Jugador de la jornada
| Jornada | Jugador                    | Equipo                             | Val. | Ref    |
| ------- | -------------------------- | ---------------------------------- | ---- | ------ |
| 3-oct.  | Raúl Lázaro                | Lujisa Guadalajara Basket          | 42   | [ 17 ] |
| 10-oct  | / Marcus Vinicius          | CB Valls Optiques Teixidó          | 39   | [ 18 ] |
| 17-oct  | Álvaro Folgueiras          | Unicaja Andalucía                  | 42   | [ 19 ] |
| 24-oct  | / Marcus Vinicius (2)      | CB Valls Optiques Teixidó (2)      | 41   | [ 20 ] |
| 24-oct  | Godwin Osarenren           | Refitel Llíria                     | 41   | [ 20 ] |
| 31-oct  | Kaj-Björn Sherman          | Restaurante Los Arcos CB Solares   | 55   | [ 21 ] |
| 7-nov   | Andreas Tsoumanis          | Sagrado Corazón Lithium Iberia     | 45   | [ 22 ] |
| 14-nov  | / Carlos de Cobos          | Colegio El Pinar                   | 47   | [ 23 ] |
| 21-nov  | Demian Balasko             | Leclerc Caja Rural RDL             | 37   | [ 24 ] |
| 28-nov  | Andreas Tsoumanis (2)      | Sagrado Corazón Lithium Iberia (2) | 43   | [ 25 ] |
| 5-dic   | Jorge Tejera               | NCS Alcobendas                     | 41   | [ 26 ] |
| 12-dic  | Demian Balasko (2)         | Leclerc Caja Rural RDL (2)         | 40   | [ 27 ] |
| 19-dic  | Marc Mateu                 | Sol Gironès Bisbal Bàsquet         | 39   | [ 28 ] |
| 16-ene  | Jose Antonio Fernández     | Organic Ager CB Begastri           | 43   | [ 29 ] |
| 23-ene  | Cándido Matoso             | Oh!Tels ULB                        | 47   | [ 30 ] |
| 30-ene  | Dejan Ilincic              | Baublock Gymnástica                | 52   | [ 31 ] |
| 6-feb   | Darmell Hogan              | Mundioma Marín Ence Peixegalego    | 53   | [ 32 ] |
| 13-feb  | Javier Lacunza             | CB Valle de Egües                  | 45   | [ 33 ] |
| 20-feb  | Francisco Marco Climent    | Picken Claret                      | 45   | [ 34 ] |
| 27-feb  | Daniel Lorenzo             | Mondragon Unibertsitatea           | 42   | [ 35 ] |
| 6-mar   | Jose Antonio Fernández (2) | Organic Ager CB Begastri (2)       | 37   | [ 36 ] |
| 13-mar  | Carlos Cerdán              | NB Paterna Power Electronics       | 48   | [ 37 ] |
| 20-mar  | Marcus Latham              | Torrons Vicens - CB L’Hospitalet   | 38   | [ 38 ] |
| 20-mar  | / Omaru Toure              | CB Vic - Universitat de Vic        | 38   | [ 38 ] |
| 27-mar  | Lionel Kouadio             | Solgaleo Bosco Salesianos          | 40   | [ 39 ] |
| 3-abr   | Asier González             | Getxo SBT                          | 40   | [ 40 ] |
| 10-abr  | / Kessly Felizor           | CantBasket 04                      | 50   | [ 41 ] |
| 24-abr  | Lionel Kouadio (2)         | Solgaleo Bosco Salesianos (2)      | 48   | [ 42 ] |
| 1-may   | Jose Antonio Fernández (3) | Organic Ager CB Begastri (3)       | 50   | [ 43 ] |